# Rue Léon-Frot
La rue Léon-Frot est une voie de circulation parisienne créée en 1944 par le changement de nom de la partie nord de la rue des Boulets.

## Situation et accès
C'est une voie du 11e arrondissement, entre le boulevard Voltaire et la rue de la Roquette.
La rue Léon-Frot, globalement orientée selon un axe nord-sud, est séparée en deux par la rue de Charonne. Elle est prolongée au nord par la rue Saint-Maur et au sud par la rue des Boulets. La partie nord a la particularité de permettre l'accès à un système d'impasses, constitué de la rue Émile-Lepeu, du passage Alexandrine, du passage Gustave-Lepeu et de la rue Carrière-Mainguet. Cette partie de la rue est renommée pour ses bistrots et pour ses animations.
Ce site est desservi par la ligne 9 aux stations de métro Charonne et Rue des Boulets.

## Origine du nom

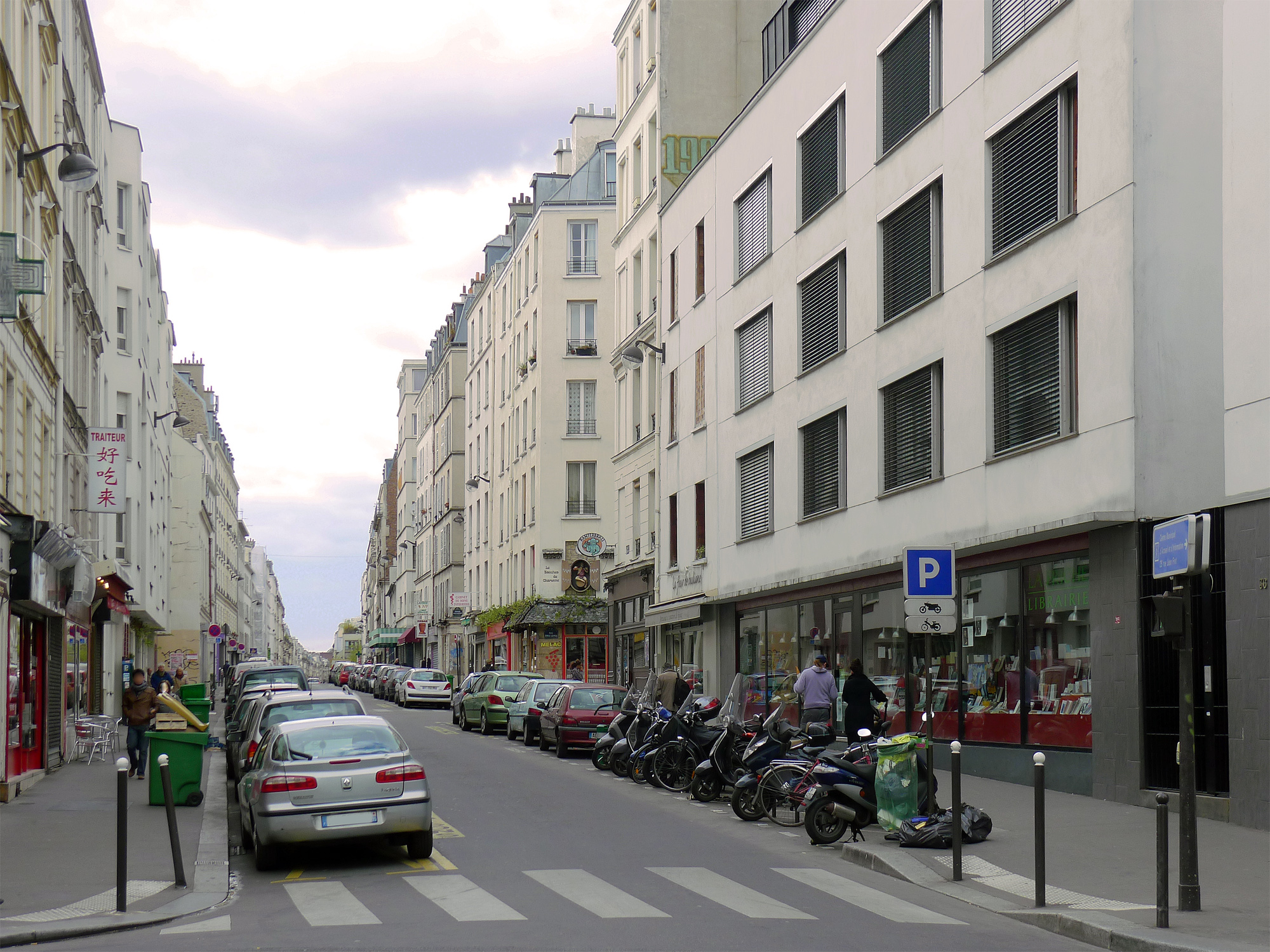
Partie septentrionale de la voie, au-delà de la rue de Charonne.

Elle porte ce nom en mémoire de Léon Frot (1900-1942), conseiller municipal communiste  du 11e arrondissement de Paris, otage fusillé par les Allemands le 13 janvier 1942.

## Historique
D'une longueur de 700 mètres, cette rue fait partie de l’ancien chemin qui, au XVIIe siècle, conduit de Saint-Denis à Saint-Maur-des-Fossés. 
Dans la première moitié du XIXe siècle, le parcours de l'actuelle rue Léon-Frot correspond à : 
- la rue de la Muette entre la rue de la Roquette et la rue de Charonne[2] ;
- une portion de la rue des Boulets au-delà[3].

En 1868, la « rue de la Muette » est réunie à la « rue des Boulets ».
Le 15 juin 1918, durant la Première Guerre mondiale, le no 99 de la rue des Boulets, aujourd'hui rue Léon Frot, est touché lors d'un raid effectué par des avions allemands.
Le 18 décembre 1944, quatre mois après la libération de Paris, la section de la rue des Boulets située au nord du boulevard Voltaire est rebaptisée et prend le nom de « rue Léon-Frot ».

## Bâtiments remarquables et lieux de mémoire

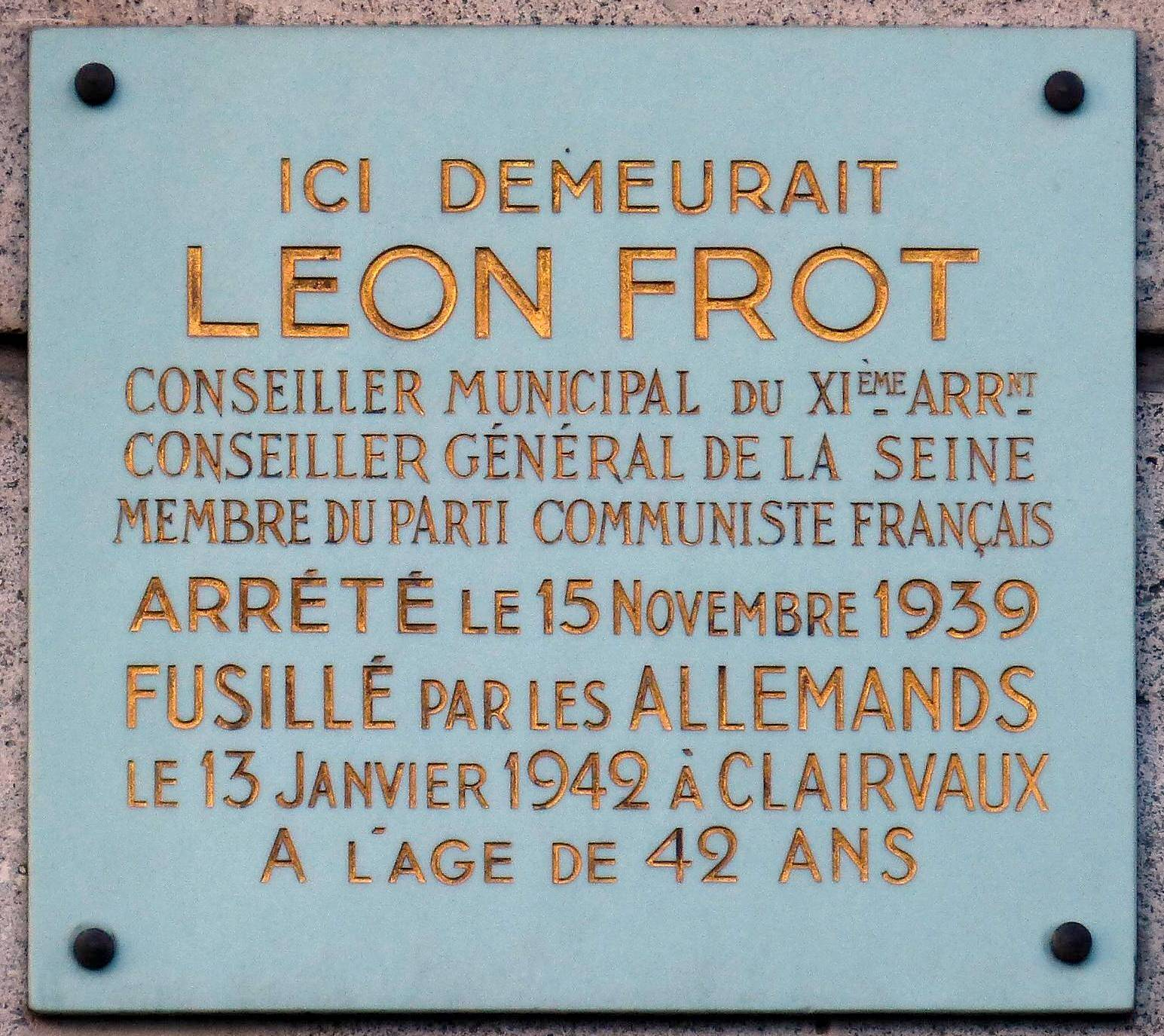
Plaque commémorative.

- Sur la façade de l'immeuble no 55 est apposée une plaque commémorative rappelant que Léon Frot y a habité.
- Collège Alain-Fournier : l'écrivain Alain-Fournier habitait à proximité, rue de la Roquette, et fréquentait le lycée Voltaire, situé avenue de la République. En 1988, son nom a été donné à un collège situé au 87, rue Léon-Frot. Le bâtiment était celui d'une école primaire qui avait été construite en 1910 sur un emplacement où se situait, de 1636 à la Révolution, l'ancien cimetière du couvent des Hospitalières de la Roquette[6]. L'école primaire avait été financée par un don de la veuve d'Alexandre Ledru-Rollin[7].
- Au pan coupé : ancien hôtel de passe au début du XXe siècle, situé au coin de la rue Émile-Lepeu, il s'agit maintenant de l'un des plus anciens bars de la rue.

### La Fête à Léon
Chaque année depuis 2007, se déroule au mois de mai, une fête de la rue Léon-Frot et de ses passages : la Fête à Léon, durant laquelle les riverains organisent des repas, des concerts et toutes sortes d'animations diverses (clowns, jongleurs, crieurs de rue, expo photos, ateliers et jeux divers…) dans la rue et les passages connexes qui sont décorés pour l'occasion. En mars 2009, des résidents du quartier créent une association dénommée La Bande à Léon, dont le but est de servir de soutien logistique et administratif à la Fête à Léon. Celle-ci a eu lieu en 2007, 2008, 2009 et 2010 (le 29 mai). Exceptionnellement, elle n'a pas eu lieu en 2011, l'association décidant cette année de participer à la fête de quartier organisée par le centre d'animation Mercœur.

### Vendanges de Charonne

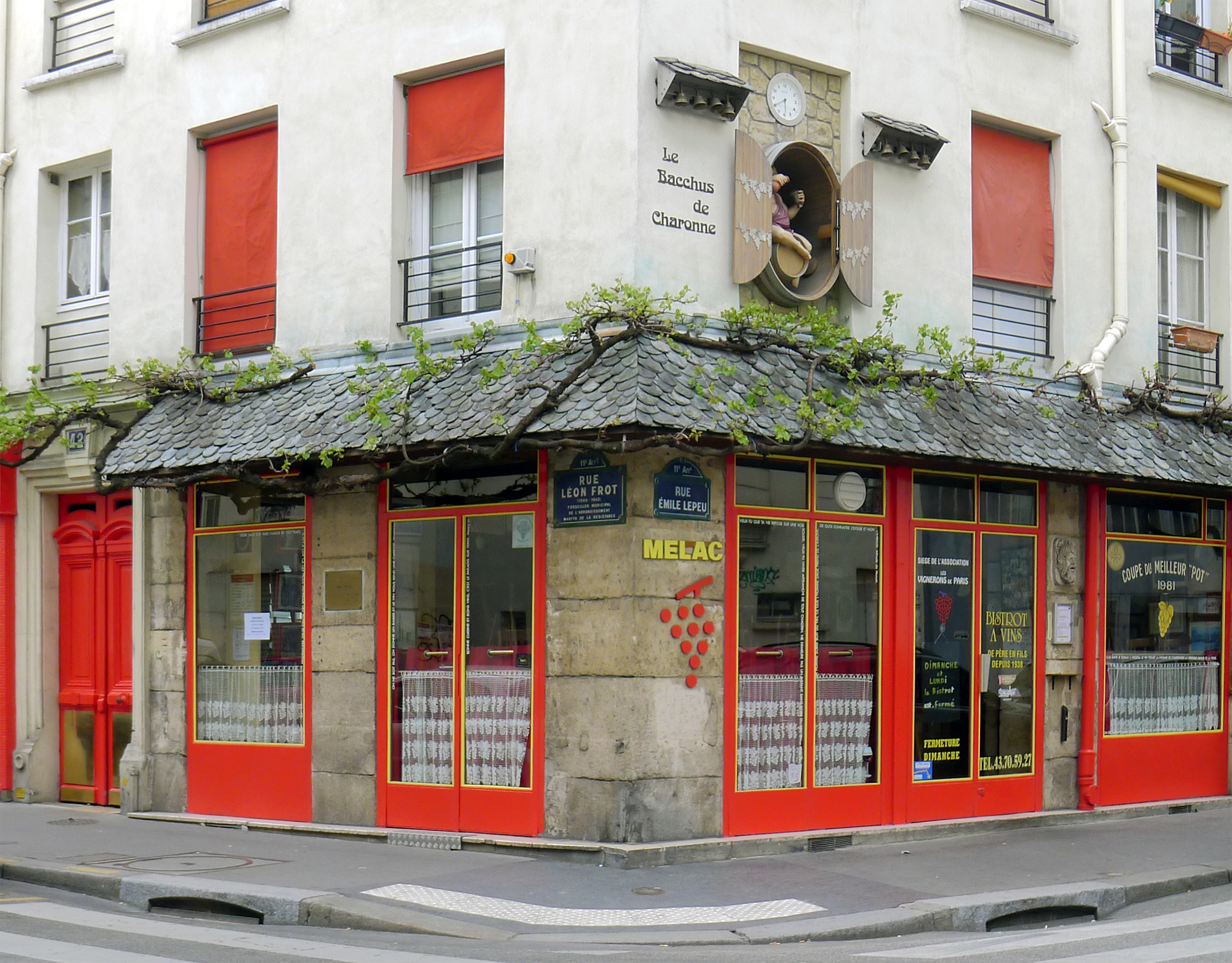
Le Bacchus de Charonne à l'angle des rues Léon-Frot et Émile-Lepeu.

Le Bacchus de Charonne, un bistrot à vins situé dans la rue Léon-Frot est renommé pour la vigne située sur ses façades. Chaque année a lieu la vendange de cette vigne qui produit quelques litres de vin. Cette manifestation est appelée les Vendanges de Charonne. En 2008, le bistrot a été orné d'un automate représentant Bacchus.

## Sources
- Napoléon Chaix, Paris guide, 1807, Librairie internationale.
- Jacques Hillairet, Dictionnaire historique des rues de Paris, Paris, Les Éditions de minuit, 1972, 1985, 1991, 1997, etc. (1re éd. 1960), 1 476 p., 2 vol.  [détail des éditions] (ISBN 2-7073-1054-9, OCLC 466966117).